# Karl-Otto Aly
Karl-Otto Aly, född 1 april 1930 i Bad Oeynhausen, Nordrhein-Westfalen, Tyskland, död 16 april 2021 i Salems församling, var en svensk läkare, känd som chefsöverläkare vid hälsohemmet Tallmogården i Sunnansjö, Ludvika kommun.

## Biografi
Karl-Otto Aly var son till tyske läkaren Dr. med. Werner Aly och dennes hustru Anna Johanna, född Grill. 
Han kom till Sverige 1947  och hade sin medicinska utbildning från Karolinska institutet i Stockholm, där han blev medicine kandidat 1954 och medicine licentiat 1960. Under tiden 1958–1972 skaffade han sig en tilläggsutbildning i biologisk medicin (Naturheilverfahren) inklusive 2 1/2 års tjänstgöring vid kliniker i Västtyskland och Schweiz. Han hade tysk specialistkompetens i Naturheilverfahren och svensk specialistkompetenens i allmänmedicin.
Aly hade olika provinsialläkarförordnanden 1958–1960, var underläkare vid medicinska kliniken på Södertälje lasarett 1960–1963 och i samma stad var han stadsdistriktläkare 1963–1968 samt provinsialläkare 1968–1972. 
Fån 1972 till pensioneringen 1995 var Aly chefsöverläkare vid Tallmogården samtidigt som han 1972–1978 var förste skolläkare i Ludvika. Efter pensioneringen var Aly bosatt i Rönninge, vid Södertälje.
Genom sin verksamhet vid Tallmogården var Aly känd som förespråkare av laktovegetabilisk kost. Han är begravd på Djursholms begravningsplats.